# Rocco Benetton
Rocco Benetton (* 29. September 1969 in Treviso, Italien) ist ein italienischer Manager und Unternehmer. Er ist der jüngste Sohn des Modedesigners Luciano Benetton und von Maria Teresa Benetton. Seine Frau ist Judith Soltsez-Benetton.

## Leben
Nach einem Maschinenbau-Studium an der Boston University arbeitete er bei zwei Hedgefonds, zunächst bei Oppenheimer & Co., anschließend bei Alpha Investment Management, wo er vom Berater zum Teilhaber und Managing Director wurde.
Im September 1997 übersiedelte er nach England und wurde nach dem Weggang von Flavio Briatore unter David Richards Geschäftsleiter des Formel-1-Teams von Benetton. Nachdem Richards im Streit weggegangen war, wurde Benetton im September 1998 zum Teamchef ernannt. Unter ihm hatte das Team zusehends weniger Erfolg, worauf es Anfang 2000 an Renault verkauft wurde.
Anschließend ging er zurück nach Treviso. Dort gründete er die Unternehmen Zero Rh+ (Geschäftsfeld Brillen und Sportbekleidung) und Oot Group (Werbeagentur). Im Herbst 2002 wurde er Chairman des Internetunternehmens Espotting.it (Geschäftsfeld Keyword advertising), das 2004 an das US-amerikanische Unternehmen FindWhat verkauft wurde.
| Personendaten    | Personendaten                         |
| ---------------- | ------------------------------------- |
| NAME             | Benetton, Rocco                       |
| KURZBESCHREIBUNG | italienischer Manager und Unternehmer |
| GEBURTSDATUM     | 29. September 1969                    |
| GEBURTSORT       | Treviso, Italien                      |